# Universidad de Clausthal
La Universidad Técnica de Clausthal (TUC) es una universidad alemana situada en Clausthal-Zellerfeld, Baja Sajonia. En términos locales, ofrece una competitiva formación en ingenierías, negocios y ciencias naturales de Alemania. A principios del 2011, una de cada seis empresas del DAX tenía un alumno o miembro de la Universidad Técnica de Clausthal en la junta directiva, dos de ellos como Presidentes de empresas.
Es considerada una de las universidades alemanas con mayor cantidad de estudiantes extranjeros, representando alrededor del 30% del total de su matrícula.

## Historia

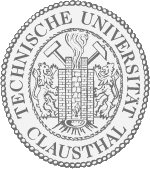
El sello histórico muestra los orígenes de la TU: un antiguo horno de fundición para la metalurgia, detrás de él mazos y hierro para la minería.

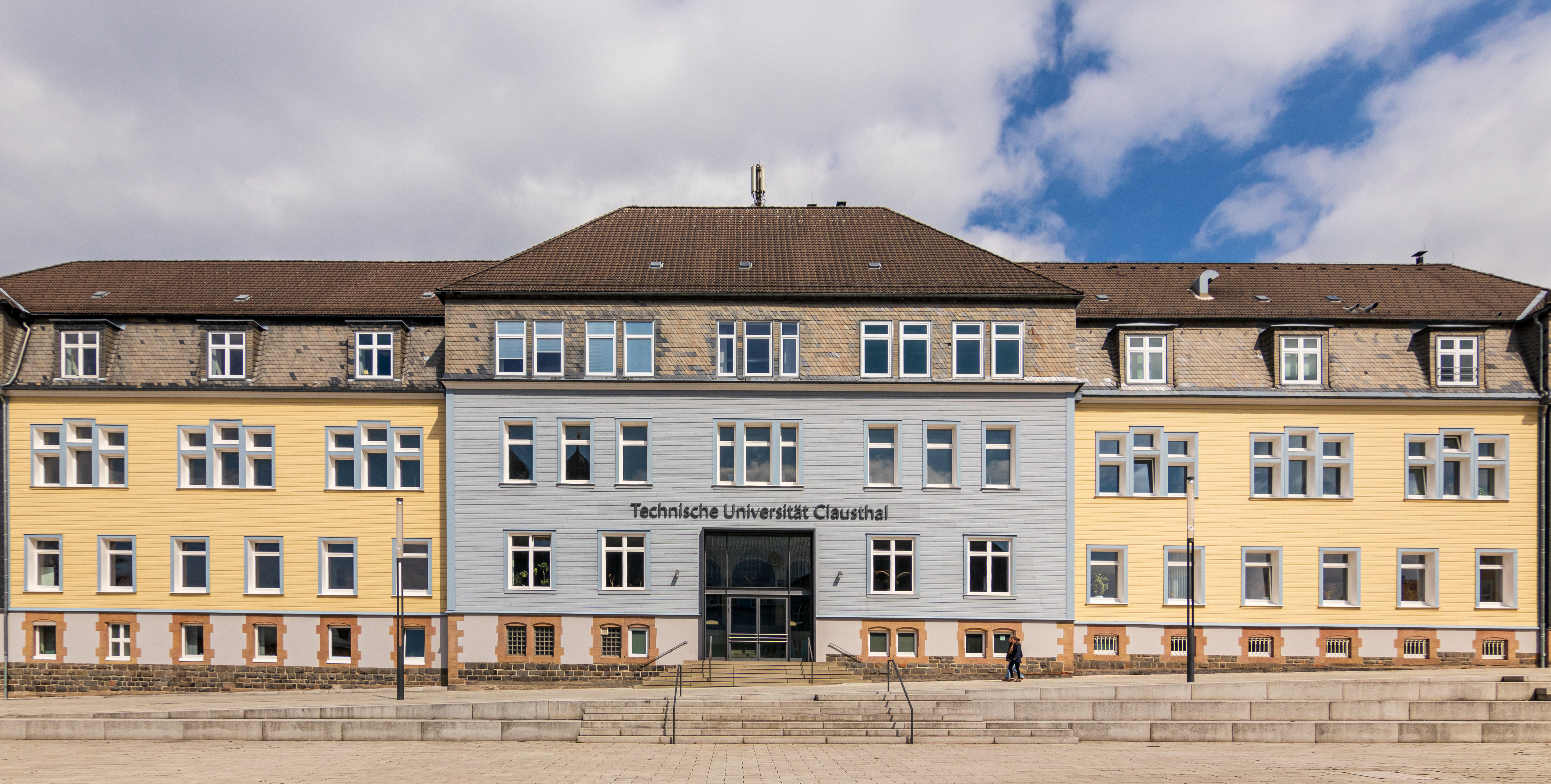
Edificio principal visto desde la Marktkirche (2019).

Los ricos yacimientos de mineral de Harz constituyeron el sector más importante de la economía de la región, y sobre estos yacimientos se construyó la universidad. En 1775, el capitán de las minas, Von Reden, lanzó un curso de capacitación de un año para mineros y fundidores en la región, al tiempo que dirigía una carta al Superintendente General Frederic sobre la construcción de universidades. En sus cursos siguió enfoques de enseñanza anteriores, utilizados en el Clausthal Lyceum, que se remonta a Henning Calvör. Estos cursos se consolidaron en 1811 para convertirse en la "Escuela de Montaña para la División Harz" de la (napoleónica) Westfalia, sobre la base del "Reglamento sobre la instrucción en las ciencias auxiliares de la minería y la metalurgia para el Bergeleven en la División Harz" del 21 de noviembre de 1810, por el Ministro de Hacienda, Comercio e Industria, Hans Graf Von Bülow.
Esta institución fue liderada primero por Ernst-August-Stollen y luego por Johann Christian Zimmermann. Después de un periodo como Bergschule (escuela de montaña) y Forstschule (escuela forestal) (1821-1844), que terminó con la secesión de la escuela forestal y la crisis financiera y de personal de la escuela de montaña, el rey Georg V de Hannover convirtió, el 27 de diciembre de 1864, la escuela de montaña en la academia de minas (Bergakademie). Desde 1866, el año de la anexión de Hannover bajo el regimiento prusiano, la academia de minas, como institución de la administración Clausthal, inicialmente permaneció conectada a la Bergschule, unida como la unión de la Bergakademie y la Bergschule. 
La base jurídica pertinente para la institución fue otorgada por el Ministro de Comercio, Industria y Obras Públicas de Prusia en marzo de 1869 y, su versión revisada, por el capitán Ernst Hermann Ottiliae el 12 de diciembre de 1873. Dado que la conexión entre la academia y la escuela era desventajosa para la institución, en abril de 1906 se separan la academia y la escuela. 
La academia minera, a su vez, rompió con los "Estatutos de la Real Academia Minera de Clausthal desde el 6 de abril de 1908" del Oberbergamt y logró la subordinación inmediata al Ministro de Comercio e Industria de Prusia; sin embargo, el estatuto nombró al minero como representante del Ministro en el sitio. 
La Bergakademie pronto recibió un reglamento de habilitación y el 29 de enero de 1912 el Rey otorgó a las dos Academias de Minería Prusianas en Berlín y a Clausthal el decreto más alto, sobre la base de los exámenes, que también habían tenido lugar hasta ese momento, para conferir el título de ingeniero graduado. A partir de ese momento, los ingenieros graduados en Clausthal, con la participación de profesores de Clausthal en la Universidad Técnica de Berlín, lograron adquirir la dignidad de un ingeniero doctoral. Con los estatutos de 14 de mayo de 1919, la constitución anterior de la dirección fue reemplazada por una constitución de rector, como era habitual en la época de la universidad, y en otoño de 1920 la universidad recibió el derecho de otorgar doctorados. Estos dos actos coronaron el desarrollo de la academia minera en una escuela técnica para la minería y la metalurgia. El año 1934 trajo la subordinación al Ministerio de Cultura de Prusia y el año 1935, la división en dos facultades; medidas que también existían bajo condiciones políticas cambiadas. 
Con el desarrollo después de la capitulación en 1945, la oficina del curador dejó de existir; a diferencia, por ejemplo, de Gotinga, que tuvo un curador durante bastante tiempo. El Consejo decidió, el 19 de febrero de 1952, una "Constitución preliminar de la Academia de Minería", para la cual el Ministro de Cultura no otorgó la aprobación a pesar de la solicitud correspondiente, pero tampoco emitió una constitución. En esta situación, el Consejo decidió el 19 de febrero / 13 mayo de 1952 aplicar el nuevo proyecto de constitución como reglamento interno hasta su promulgación por el Ministro de Educación. El Ministerio toleró tácitamente esto, al igual que las enmiendas a la “Constitución Provisional” en los años siguientes, de modo que la declaración de solicitud del Consejo indicaba la base constitucional universitaria hasta 1968. La "Constitución preliminar" asignaba funciones esenciales de gestión al Senado, en el que el rector participaba como representante de la universidad. La interacción entre el elemento colegial y el elemento monocrático justifica hablar de una constitución del Senado. 
En la década de 1960, el espectro técnico se amplió después de que los campos tradicionales de la minería, la metalurgia y el corte de orujo se complementaran con las disciplinas relevantes de geología, geofísica y metalurgia, además de los temas científicos generales que lo acompañan, como derecho y economía. Hubo un tormentoso desarrollo técnico. 
El 31 de mayo de 1963, el Ministro de Cultura de la Baja Sajonia aprobó que la Academia de Minas (Bergakademie) añadiera la nota explicativa "Technische Hochschule" (Universidad Técnica) a su nombre "Bergakademie Clausthal" (Acadmeia de minas Clausthal). El 1 de noviembre de 1966, el Ministerio de Estado nombró a la Academia de Minería como la "Universidad Técnica de Clausthal" y el 28 de marzo de 1968 en "Technical University Clausthal", en un movimiento con el cambio de nombre de las universidades técnicas de Braunschweig y Hannover a universidades técnicas. El mismo día 28 de marzo, el Ministerio de Estado emitió la tradición legal prusiana, basada por última vez en los poderes organizativos del gobierno estatal, constituciones universitarias provisionales para las tres universidades técnicas mencionadas. La "Constitución Provisional de la Universidad Tecnológica de Clausthal" atrajo la participación del personal académico y los estudiantes en la facultad, el senado y el consejo, así como el nuevo canciller. Aunque la validez de la nueva constitución fue expresamente limitada, inicialmente hasta el 31 de mayo de 1970, esto se debió a la disputa sobre la ley de lastre el 26 de octubre de 1971 y el desarrollo bajo la ley federal (Ley Marco Universitario del 26 de enero de 1976) solo por orden básico del 17 de febrero de 1983 (decisión del Consejo) / el 28 de septiembre de 1984 (anuncio del Ministro de Ciencia y Arte) sobre la base de la Ley de la Universidad de Baja Sajonia de 1 Reemplazado en junio de 1978. 
Desde el 1 de enero de 2009, hasta la disolución de la Universidad Técnica de Baja Sajonia (NTH) en diciembre de 2014, 31 la Universidad Técnica de Clausthal fue miembro de la Alianza Universitaria, junto con la Universidad Técnica de Braunschweig y la Universidad de Hannover. El objetivo de esta corporación de derecho público era hacer que las universidades fueran "internacionalmente competitivas a través de la cooperación y prioridades complementarias"; en particular, "Baja Sajonia debería ser más eficiente en la competencia por la financiación de la investigación nacional y europea, por ejemplo a través de grupos conjuntos de capacitación en investigación, escuelas de posgrado, áreas especiales de investigación y centros de investigación, etc., que también involucra a instituciones de investigación no universitarias ”. Ya con su predecesor, el "Consortium Technicum", las tres universidades se habían comprometido a compensar los déficits de planificación anteriores del país al tratar de coordinar sus planes universitarios. 
La alianza de las tres universidades técnicas de Baja Sajonia en el NTH terminó operativamente a finales de 2014. El gobierno del Estado había anunciado esto el 14 de octubre de 2014 en una conferencia de prensa después de que la Comisión Científica de Baja Sajonia presentara su informe sobre la evaluación del NTH. La entonces Ministra de Ciencia Heinen-Kljajic (Verdes) vio que su evaluación confirmaba que las estructuras del NTH se habían establecido y no eran convenientes. Desde entonces, un separado, es decir H. hizo planes especiales para el futuro, que se manifiestan en el desarrollo del "Plan Maestro de la Universidad Tecnológica de Clausthal". 
Con 78 profesores, alrededor de 400 empleados académicos y alrededor de 4,000 estudiantes, es una de las universidades más pequeñas de Alemania. Se considera que está extremadamente orientada a la práctica, lo que se basa en un nivel relativamente alto de financiación-profesorado de terceros y lugares reproduciblemente buenos en los rankings universitarios. La cooperación con universidades extranjeras (32 asociaciones internacionales) y cursos orientados al futuro, como la gestión de residuos radiactivos y químicos tóxicos, dan como resultado 40% de estudiantes del exterior. 
Desde su fundación, la universidad ha estado acompañada de hitos en el progreso técnico. Los ejemplos incluyen sistemas sofisticados para el uso de energía hidroeléctrica para la operación de máquinas de minería y procesamiento, las habilidades de conducción para el transporte de personas, el enlace de campo como un sistema de conducción a largas distancias, el cable metálico y herramientas de corte precisas que se consideran inventos de Clausthal. Científicos famosos como Gottfried Wilhelm Leibniz, Arnold Sommerfeld o el amigo de Goethe, Friedrich Wilhelm Heinrich Von Trevira, están asociados con la historia de Clausthal.

## Nuevos rumbos de investigación

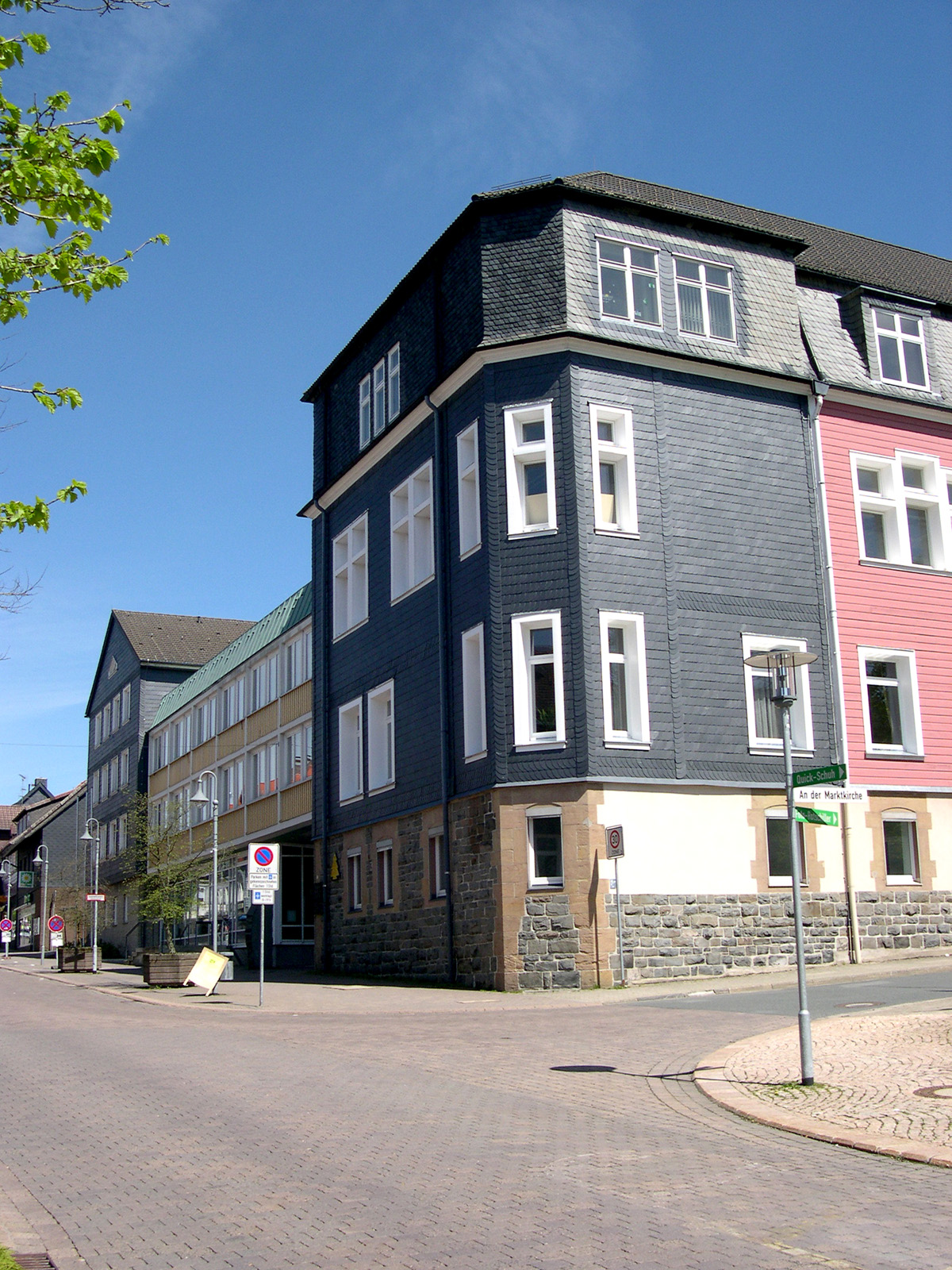
Edificio principal de la Universidad.

Después de que la enseñanza y la investigación en Clausthal se hubieran concentrado durante mucho tiempo en la minería y la metalurgia, así como en las geociencias, la gama de cursos se amplió significativamente en la década de 1960. Los cursos de diploma, desde química y física hasta matemáticas y ciencias de los materiales, pasando por la ingeniería mecánica y la ingeniería de procesos, introdujeron el cambio que llevó a que el nombre se cambiara a "Universidad Técnica de Clausthal" en 1968. 
Este puente entre tradición e innovación fue seguido por otros cursos nuevos que marcaron tendencia: en los últimos 20 años, se introdujeron las ciencias de la computación, las matemáticas industriales y la ingeniería química, seguidas por la tecnología de protección del medio ambiente, la tecnología del sistema energético, la tecnología geotécnica, física / física, la tecnología de los plásticos y un fortalecimiento significativo del componente comercial en los cursos, entre los que se destacan ingeniería industrial, matemática empresarial e informática empresarial, así como una especialización en química empresarial. Como resultado de esta reorientación, el número de estudiantes aumentó drásticamente y muestra aumentos significativos en el último desarrollo, incluso después de la caída en las ciencias de la ingeniería en los últimos años. 
La nueva orientación en la enseñanza también condujo al inicio de una actividad de investigación ampliada: en 1986 se lanzó en Clausthal la "Asociación de Investigación para Tecnología Ambiental" interdisciplinaria, a partir de la cual se creó el instituto de investigación económica del Estado de Baja Sajonia CUTEC. El Instituto Arnold Sommerfeld reúne física y matemática para investigar sistemas físicos complejos. En el centro de polímeros, químicos, físicos e ingenieros trabajan en la producción y el uso de nuevos materiales. 
El centro de investigación COPES, financiado por la Comunidad Europea, sirve al intercambio internacional de científicos en los campos de ingeniería mecánica y de procesos y tecnología de protección ambiental. Clausthal participa en una serie de áreas de investigación colaborativa en el desarrollo de nuevos materiales y formas de energía, en la mejora de los procesos de ingeniería de procesos con nuevas máquinas, en la investigación de petróleo y gas o en la investigación de texturas. También se conocen las participaciones en proyectos espaciales y, especialmente, en Baja Sajonia, los numerosos premios de tecnología de científicos o empresas derivadas de la Universidad Tecnológica de Clausthal. 
En todos los desarrollos innovadores, el área central de la Universidad Tecnológica de Clausthal se basa en la enseñanza y la investigación: desde un punto de vista técnico, el enfoque de la universidad está en la extracción, refinamiento, almacenamiento, distribución, uso y reutilización de recursos en la tierra, ya sean materiales, energía o información. Aquí es donde se orientan los trabajos de química, física o geociencias basados en la ciencia, al igual que las ciencias de la ingeniería con ingeniería mecánica, ingeniería de procesos, minería / geotecnia y ciencias de los materiales o matemáticas y ciencias de la computación y economía. Durante algunos semestres no se han aceptado más estudiantes de geología y minería.  
Alrededor de 100 profesores universitarios y 450 miembros del personal académico, así como 500 técnicos y administrativos en alrededor de 45 instituciones son responsables de la enseñanza y la investigación. Hasta un tercio del presupuesto total se recauda a través de actividades de investigación, lo que hace que la clase media científica sea particularmente distintiva. Profesores honorarios y profesores de la industria refuerzan la enseñanza con ofertas prácticas. La universidad ahora tiene un total de más de 1100 empleados, incluidos 101 aprendices.

## Facultades

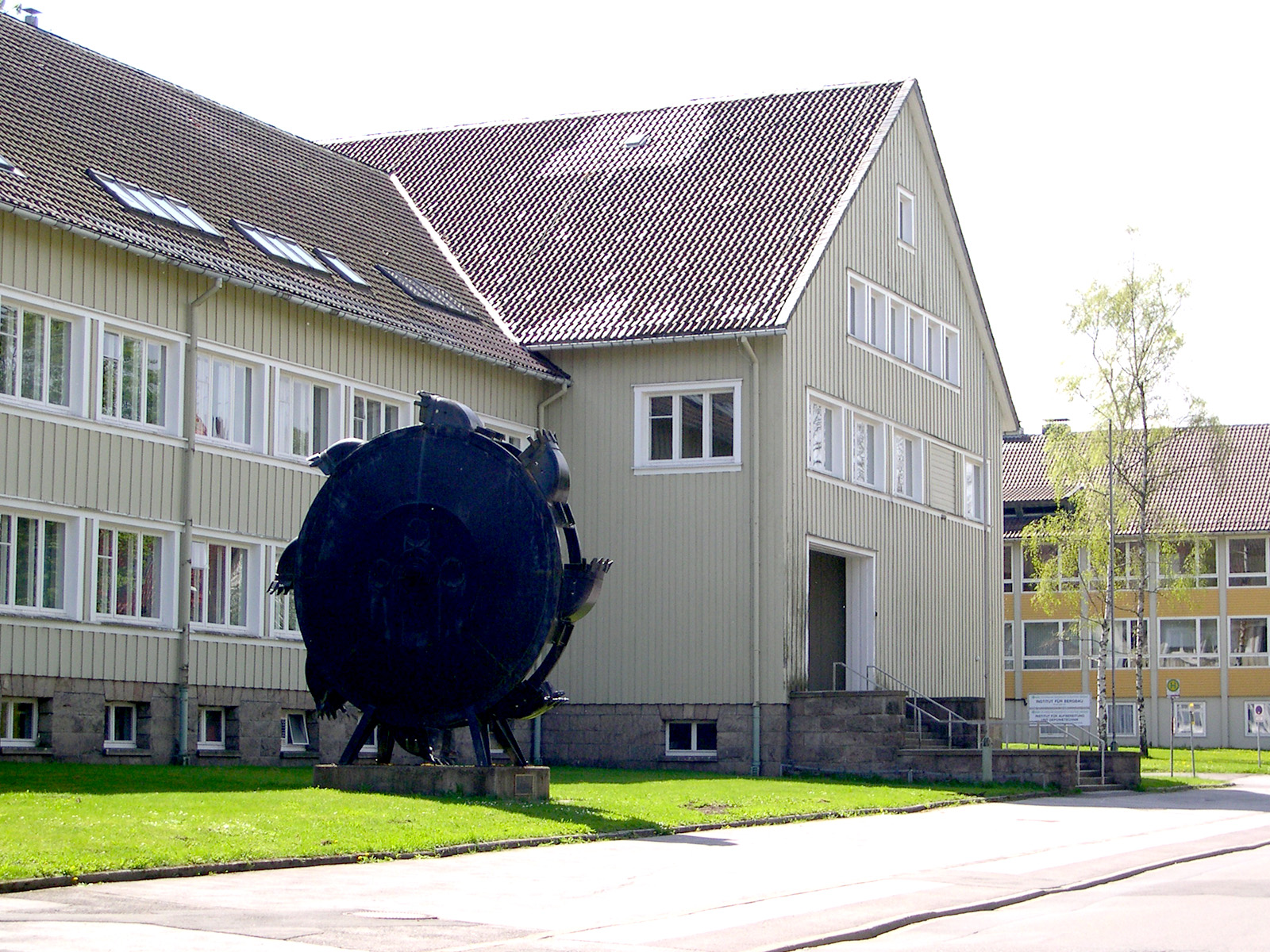
Instituto minero de la TU Clausthal en fachada antigua.

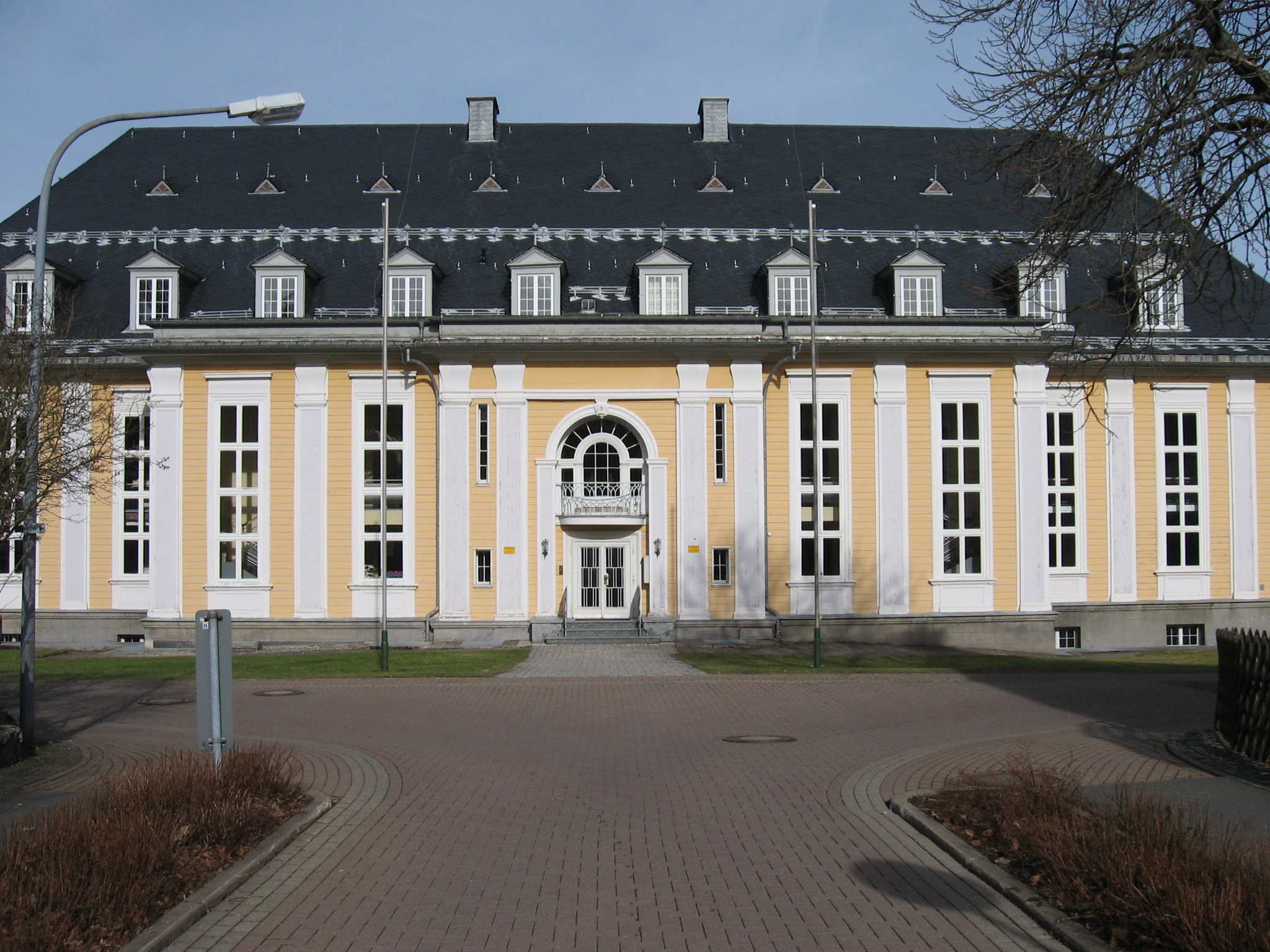
Aula Académica en una vieja fachada.

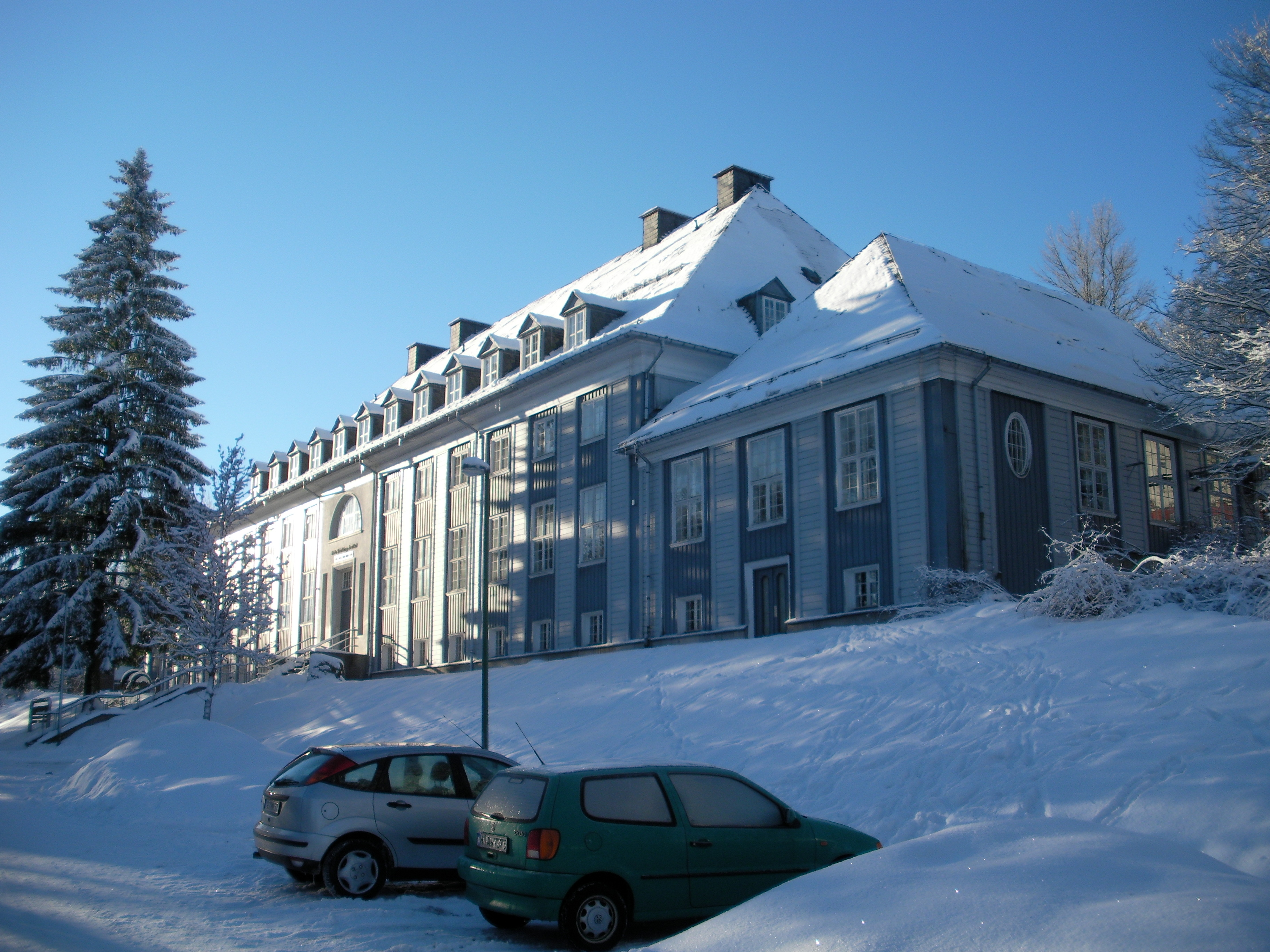
Instituto Fritz Süchting de Ingeniería Mecánica.

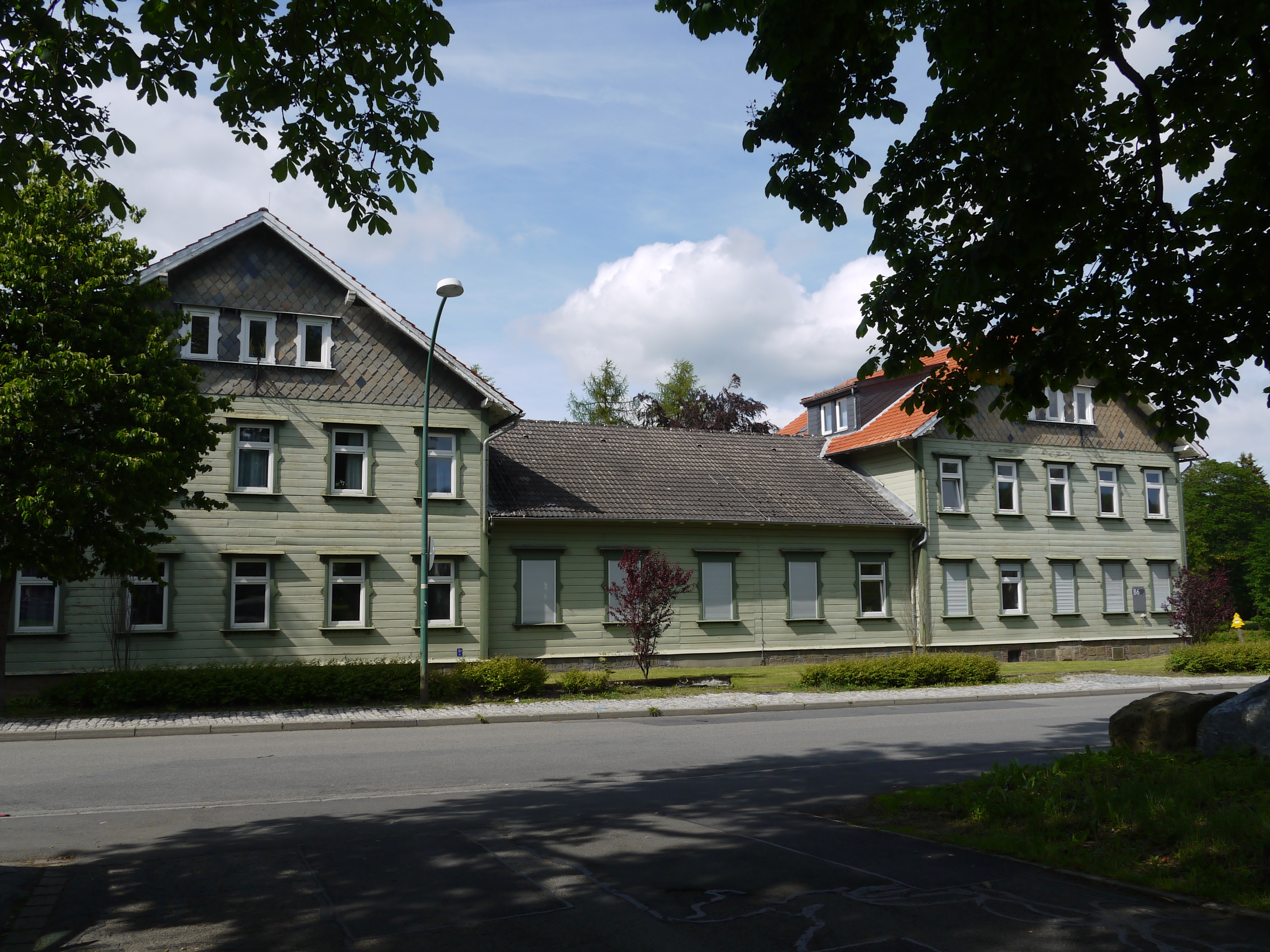
Antiguo edificio principal del centro informático de la TU en Erzstrasse.

Para el 1 de abril de 2005 entró en vigor una nueva regulación de la facultad para la Universidad de Ciencias Aplicadas de Clausthal, de acuerdo con la Ley de Educación Superior de Baja Sajonia. La nueva estructura de las facultades debería aclarar el perfil de la TU Clausthal y la creación de redes interdisciplinarias. 
- Facultad de Ciencias Naturales y Materiales.
- Facultad de Energía y Economía
- Facultad de Matemáticas / Informática e Ingeniería Mecánica

## Programas de grado

### Cursos de licenciatura
- Administración de Negocios
- Química
- Energía y física de materiales
- Energía y materias primas
- Tecnologías energéticas
- Ingeniería geo-ambiental
- ESO
- Ingeniería mecánica
- Ciencia e Ingeniería de los Materiales
- Materias primas geociencias
- Ingeniería deportiva
- Informática técnica
- Ingeniería de procesos / ingeniería química
- informática de negocios
- Ingeniería Industrial

### Cursos de maestría
- Química
- Energía y física de materiales
- Tecnología del sistema energético
- Ingeniería geo-ambiental
- Ingeniería geo-térmica
- ESO
- Tecnologías de Internet y sistemas de información
- Ingeniería mecánica
- Ciencia e Ingeniería de los Materiales
- Ingeniería Minera
- Ingeniería petrolera
- Materias primas geociencias
- Administración industrial de empresas
- Ingeniería de procesos ambientales y reciclaje
- Ingeniería de procesos / ingeniería química
- informática de negocios
- Ingeniería Industrial

### Programas de maestría
- Ingeniería de Sistemas

## Reputación y clasificación en el paisaje de estudio alemán

### Clasificación
- DIE ZEIT, 2012/2013: Primera posición en el ranking de CHE en las materias de ingeniería mecánica, informática / informática empresarial e ingeniería industrial.[16]

TU Clausthal ocupa regularmente las primeras posiciones en el ranking CHE, que se pública anualmente en el periódico semanal DIE ZEIT. La clasificación se considera la clasificación más completa y detallada de universidades de habla alemana, colegios técnicos y academias vocacionales.
- WirtschaftsWoche, 2009: quinto lugar entre las universidades con más miembros de la junta DAX.[18]

En 2009, la revista de negocios WirtschaftsWoche comparó "las universidades de los jefes de DAX" en un ranking. Se examinó qué universidades tienen actualmente la mayoría de los miembros de la junta de DAX. La universidad de Clausthal estaba en el quinto lugar, por lo que tenía la mayoría de los miembros de la junta entre las universidades mencionadas en relación con el tamaño de la universidad.
- Junge Karriere, 2008: 8 ° lugar en ingeniería industrial y 11 ° lugar en ingeniería mecánica.[19]

Según sus propias declaraciones, el ranking universitario de Junge Karriere, la revista de empleo y carrera de Handelsblatt, encuestó a más de 51,000 estudiantes y graduados, así como a 1000 gerentes de recursos humanos de grandes compañías.
- ALTOP Verlag, 2008: Primera posición en el campo de la ingeniería industrial.

Como parte de una encuesta entre los gerentes de recursos humanos alemanes para el foro "Negocios sostenibles", la Universidad Tecnológica de Clausthal fue galardonada con "Alma Mater de primera clase" y "Cadre Forge", particularmente en el campo de la ingeniería industrial.

### Particularidades
En los últimos 10 años, la proporción de estudiantes internacionales en TUC ha sido de 25% a 38%; muy alto en una comparación a nivel nacional.
La nación más representada es la República Popular de China con una participación de aproximadamente 12% hasta 20% del total de estudiantes. La gran popularidad de la Universidad Tecnológica de Clausthal entre los estudiantes chinos se debe al hecho de que la universidad en China es una de las "universidades ABC". Estos incluyen RWTH Aachen, TU Berlín y TU Clausthal, que son consideradas en China como las tres principales universidades alemanas de ciencias de la ingeniería.
La reputación de Clausthal en China se fortaleció después de que la universidad se hizo conocida como un lugar de doctorado para el principal político chino Wan Gang. Como Ministro de Ciencia y Tecnología, ha sido la máxima autoridad para la investigación y el progreso tecnológico en la República Popular China desde 2007. 

### Industria de redes y universidad
Como una de las universidades alemanas más pequeñas, TU Clausthal es una de las universidades con más ex alumnos en los niveles de gestión de las grandes corporaciones internacionales. Más recientemente, estos incluyeron RWE, ThyssenKrupp, K + S, HeidelbergCement, Aurubis, ENRC y Jungheinrich.
En línea con su tradición como antigua academia minera, Clausthal es una de las tres universidades en Alemania que ofrece cursos en el campo de la extracción de materias primas. En este contexto, existen fuertes colaboraciones de investigación y capacitación con algunas de las empresas más grandes del mundo en la industria de las materias primas. Por ejemplo, las compañías petroleras y energéticas como ExxonMobil, RWE y Baker Hughes ejecutan programas de apoyo dual en el TUC para reclutar graduados para sus propios negocios incluso antes de graduarse. Debido al enfoque especial de la investigación y su cercanía económica, el TU Clausthal fue designado por la FAZ como la "herrería de cuadros más famosa para la metalurgia".

## Campus y vida estudiantil

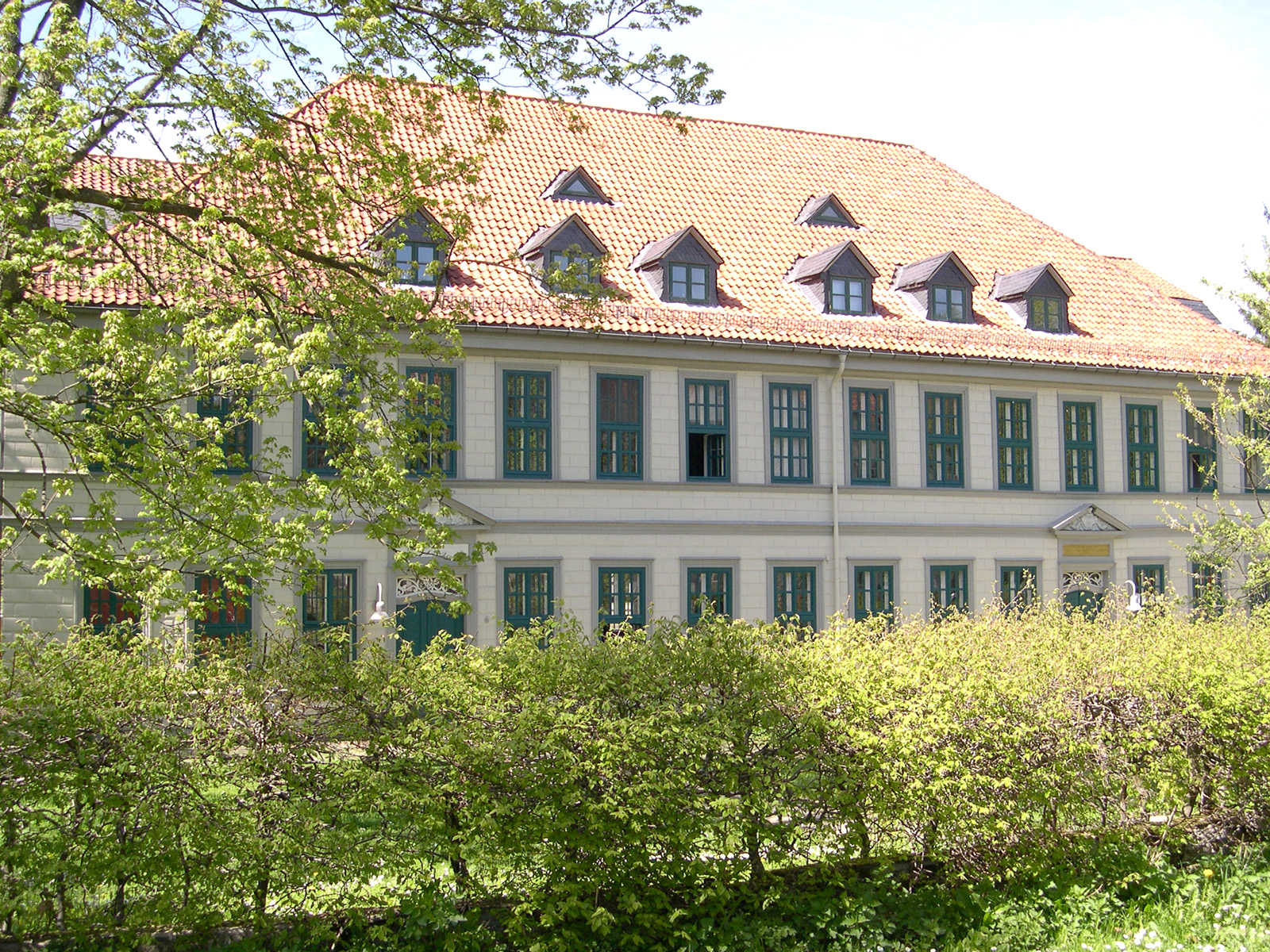
Alte Münze zu Clausthal - dormitorio de estudiantes 1 de la TU Clausthal.

Desarrollo del número de estudiantes en la TU Clausthal de 1997 a 2017

Desarrollo del número de estudiantes en la Universidad Tecnológica de Clausthal en los semestres de invierno de 1946/47 a 2017/18

### Autogobierno estudiantil
Cuatro grupos están representados en el parlamento estudiantil para el año fiscal 2012/2013 con 25 escaños. Las elecciones universitarias en enero de 2012 ganaron la Lista gratuita con 11 escaños en el parlamento estudiantil, seguido del Anillo de Estudiantes Cristianos Democráticos (RCDS) con 9 escaños. La Iniciativa de Estudiantes Chinos (CSI) tenía 3 escaños, la Asociación de Estudiantes Chinos (CSV) 2 escaños. La participación fue del 17.5 por ciento. 
Para el año fiscal 2014/15, las elecciones se celebraron los días 21 y 22 de enero de 2014; el año financiero comienza el 1 de abril de 2014, el día del comienzo del semestre de verano. La lista GuStaV (grupo de estudiantes independientes de todas las conexiones) llegó a 11 asientos, la Lista gratuita a 7 asientos, el RCDS-Clausthal a 6 asientos y el CSI a un asiento. La participación fue del 16,2 por ciento.  

### Asociaciones estudiantiles
Aunque la escuela de montaña había sido elevada a la academia minera en diciembre de 1864, las regulaciones de la escuela de montaña de 1859 continuaron aplicándose, lo que prohibía la vinculación en "asociaciones de cuerpo o equipos de campo". Las primeras asociaciones estudiantiles fueron una "Cheruskia" en 1856 y una "Corps Rhenania" en 1861, pero ambas tuvieron que ser abandonadas después de un corto tiempo. El Cuerpo Hercynia, fundado en 1866 bajo un nombre de tapa, fue prohibido nuevamente en 1867 cuando el cuerpo fue declarado Cuerpo por el entonces director de la Berggratademie, Bergrat Roemer. Solo cuando Hercynen presentó una aportación de la Bergakademie, apoyada por todos los profesores de la Bergakademie, a Berg- und Forstamt, que era entonces la posición de la Bergakademie, condujo a un replanteamiento allí. Se temía que la prohibición trasladara más estudiantes a otras universidades. En octubre de 1867, finalmente, la prohibición de las asociaciones mensualmente diluidas llegó a su fin. Como resultado, el Cuerpo Montania fue fundado en 1868 y el Cuerpo Borussia en 1875. Otras fundaciones fueron en 1890 el predecesor del "Free Fraternity Club and Iron", en 1892 el "Turnerschaft Germania" y en 1903 la "Asociación de Estudiantes Alemanes (VDSt)". 
La academia minera fue cerrada durante la Primera Guerra Mundial. Cuando el número de estudiantes aumentó considerablemente desde 1919 después del final de la guerra, también se establecieron nuevas asociaciones. Sin embargo, la mayoría de ellas tuvieron que suspenderse después de unos años, cuando el número de estudiantes disminuyó nuevamente. En 1935, todas las asociaciones estudiantiles se disolvieron y combinaron en una camaradería primaria de la Unión Nazi de Estudiantes, que se dividió en 1937 en base a las antiguas estructuras de asociación: 
- "Kameradschaft I" estaba formado por antiguos miembros de Germania, Rhenania y Glückauf, el punto de encuentro era la casa de Germania en "Bremer Höhe".
- La "Camaradería II" fue formada por los ex miembros de Schlägel und Eisen y el VDSt. El punto de encuentro fue la Haus von Schlägel und Eisen en Adolf-Ey-Straße.
- La "Camaradería III" consistía en los miembros de los tres cuerpos anteriores, el punto de encuentro era la Casa Borussia en Birckenbachstrasse.

Después del final de la Segunda Guerra Mundial, las camaradas se disolvieron, pero la formación de asociaciones permaneció prohibida por el momento. Inicialmente, solo se permitían los meros intereses contra la Bergakademia, como B. en la forma del Comité General de Estudiantes (AStA) y los consejos estudiantiles, por lo que más tarde se dió el establecimiento de alianzas de amistad. Las viejas asociaciones se desarrollaron a partir de estas nuevamente después de 1950. 
Desde 1950, varias asociaciones de universidades de la RDA han cambiado a Clausthal, como la "Alte Freiberg Fraternity Glückauf zu Clausthal", la "Alte Leobener Fraternity Germania", la "Sangerschaft Rheno Silesia", la "Alemania Dresden" y la "Akademisch Musikalische Conexión Ascania Halle ". A finales de 1966 había 21 asociaciones en Clausthal. En 2012 se cuentan alrededor de 40 asociaciones de estudiantes en la TU Clausthal. 

### Orquesta Sinfónica de la Universidad Tecnológica de Clausthal
La orquesta fue fundada en 1960 como una orquesta de cámara en la Universidad Tecnológica de Clausthal y renombró la Orquesta Sinfónica de Clausthal TU en 2005. Los participantes son estudiantes y empleados de la TU, pero también músicos comprometidos de Clausthal-Zellerfeld y sus alrededores. Cada semestre, durante el período de conferencia, se elabora un programa exigente en ensayos semanales y en un fin de semana de ensayo, que se realiza hacia el final del semestre en el auditorio de la Universidad Tecnológica de Clausthal y en lugares cambiantes de la región. 
Rainer Klugkist ha dirigido la orquesta sinfónica de la Universidad Tecnológica de Clausthal desde 2002.
En febrero de 2016, la orquesta estrenó la " Bergmannsrhapsodie" de Steffen Brinkmann. Este trabajo está encargado por la comunidad musical Osterode am Harz para la Universidad Tecnológica de Clausthal.
La Orquesta Sinfónica de la TU dio su concierto final del semestre en 2018 con el estreno mundial del poema sinfónico de Steffen Brinkmann "Die Burg" en seis movimientos.

### Coro de la Universidad Clausthal
Además de la Orquesta Sinfónica de Clausthal, también ha habido un coro universitario fundado en 1985 como coro de cámara. 
Los aproximadamente cuarenta miembros, entre ellos estudiantes y empleados de la TU, pero también ciudadanos de Clausthal y sus alrededores, organizan un programa de conciertos cada semestre. También realizan presentaciones en celebraciones universitarias. El coro universitario también trabaja con solistas conocidos y orquestas sólidas como la Orquesta Barroca de Gotinga o la Filarmónica de Cámara de Wernigerode. Las apariciones como invitados en los Hannover Choir Days y en conciertos extranjeros como el Palacio Imperial de Goslar, el Palacio de Sondershausen, la Abadía de Michaelstein o las iglesias de la catedral de Halberstadt y Bad Gandersheim complementan las actividades del coro.
El coro está dirigido por Antonius Adamske quien, además de músico e historiador, es profesor en la Universidad Tecnológica de Clausthal y también profesor en la Universidad Georg-August en Gotinga.

### Gran banda de la TU Clausthal
Para el semestre de invierno 2017/18, se fundó la tercera banda en TU Clausthal con la Big Band. Los aproximadamente 20 músicos se dedican principalmente al jazz, el swing y la música funk y pop. 
Con la nueva Big Band, Domenic Eggers, quien ha recibido un puesto de profesor en la TU Clausthal, estudia jazz clásico y piezas pop de jazz. 
Actualmente, aproximadamente dos tercios de los miembros de la banda provienen de la universidad y un tercio de la región.

## Personalidades conectadas y ex alumnos
Las siguientes personalidades conocidas, en orden alfabético, fueron estudiantes o docentes de la Universidad Tecnológica de Clausthal (o sus instituciones predecesoras), recibieron un doctorado honorario o están significativamente relacionados a la universidad: 
- Roland Menges (* 1965)
- Dieter Ameling (* 1941)
- Wilhelm Ashoff (1857–1929)
- Peter Bartha (1937–2015)
- Ernst Wilhelm Benecke (1838–1917)
- Georg Bilkenroth (1898–1982)
- Wilhelm Biltz (1877–1943)
- Lothar Birckenbach (1876–1962)
- Walter Bischoff (1928–2016)
- Wolfgang Blendinger (* 1955)
- Eduard Borchers (1815–1902)
- Wilhelm Borchers (1856–1925)
- Ernst Theodor Oswald Brandi (1875–1937)
- Wolfgang Brauch (1925–2005)
- Paul Dahlke (1904–1984)
- Georg Ludwig Dörell (1793–1854)
- Jürgen Fuhrmann (1937–2005)
- Friedrich Fürstenberg (* 1930)
- Wan Gang (* 1952)
- Eberhard Gock (1937–2016)
- Josef Goubeau (1901–1990)
- Jürgen Großmann (* 1952)
- Werner Grübmeyer (1926–2018)
- Wilhelm Haarmann (1847–1931)
- Klaus Harste (* 1955)
- Heinrich Hock (1887–1971)
- Gerd Wilhelm Hoffmann (1930–2014)
- Klaus Homann (* 1950)
- Karl Jung (1902–1972)
- Friedrich Klockmann (1858–1937)
- Gustav Knepper (1870–1951)
- Walter Knissel (1934–2018)
- Hermann Koch (1814–1877)
- Gerhard Korte (1858–1945)
- Gerhard Kreysa (* 1945)
- Kurt Leschonski (1930–2002)
- Otfried Hans von Meusebach (1812–1897)
- Eduard von Michael (1805–1874)
- Georg Müller (* 1930)
- Walter Nehm (1884–1958)
- Andreas Pilger (1910–1997)
- Anton Pomp (1888–1953)
- Paul Ramdohr (1890–1985)
- Matthias Reich (* 1959)
- Otto Rellensmann (1895–1970)
- Friedrich Adolph Roemer (1809–1869)
- Peter Scharff (* 1957)
- Ernst Schaumann (* 1943)
- Reinhard Schmidt (* 1946)
- Carl Schnabel (1843–1914)
- Stefan Schottländer (1928–1991)
- Ulrich Schreiber (* 1956)
- Ekkehard Schulz (* 1941)
- Hansjörg Sinn (* 1929)
- Arnold Sommerfeld (1868–1951)
- George Turner (* 1935)
- Siegfried Valentiner (1876–1971)
- Bernd Webersinke (1951–2015)
- Johann Ludwig Carl Zincken (1791–1862)}}

Para otros profesores universitarios anteriores y actuales en la Universidad Tecnológica de Clausthal, ver: Categoría: Profesores universitarios (Clausthal-Zellerfeld)

## Información adicional

### Instituciones y cooperaciones
- Centro de Investigación de Tecnología Ambiental Clausthal (CUTEC)
- Centro Clausthal de Tecnología de Materiales (CZM)
- Simulador de perforación Celle
- Centro de Investigación de Tecnología de Almacenamiento de Energía (EST)
- Centro de tecnología de la información
- Centro de aplicaciones láser LAC
- Centro de polímero
- Centro de Ciencias de la simulación Clausthal / Gotinga
- Instituto Fraunhofer Heinrich Hertz, Departamento de Sistemas de Sensores de Fibra Óptica Goslar[39]

### Biblioteca universitaria
La Biblioteca de la Universidad de Clausthal es una instalación central de la Universidad de Tecnología de Clausthal y también una biblioteca de acceso público para todos los ciudadanos, escuelas, empresas y autoridades de la región. El enfoque se centra en las áreas de ciencias naturales (sin biología), matemáticas e informática, tecnología, especialmente metalurgia y ciencia de materiales, ingeniería mecánica y de procesos, ingeniería química, ingeniería eléctrica, minería y materias primas, ingeniería industrial y tecnología de protección ambiental. Sin embargo, otras áreas, como el archivo universitario, que gestiona los documentos de la administración universitaria y los institutos de los últimos 200 años, también se pueden encontrar en la Biblioteca de la Universidad de Clausthal.  
Cubriendo un área de 2,230 m², hay más de 490,000 volúmenes, más de 450 revistas científicas actuales, más de 18,000 revistas electrónicas, más de 19,000 volúmenes en la colección de libros de texto, 319 estaciones de trabajo, 38 PC con catálogo y acceso a Internet y amplio acceso a WLAN. Se realizan más de 100,000 préstamos por año.  

### Costos de matrícula
Las tasas de matrícula se introdujeron en la Universidad Tecnológica de Clausthal a través del Concepto de Optimización de la Universidad de Baja Sajonia (HOK). Primer semestre pagado desde el semestre de invierno 2006/07, todos los matriculados en ese momento desde el semestre de verano 2007 500€. Además, todos los estudiantes tuvieron que pagar una tarifa semestral de 146 €. Esto consistió en la contribución del costo administrativo (75€), la tasa de la unión de estudiantes (59€) y el arancel del alumnado (12€) juntos. Esto resultó en un costo total de 646€ por semestre. 
El HOK también cambió las reglas para estudiantes a largo plazo. Cualquier persona que haya agotado su crédito de estudio (tiempo de estudio estándar más cuatro semestres) tuvo que pagar 500€. Sin embargo, por ejemplo, la participación en la autoadministración estudiantil podría aumentar el crédito de estudio. 
No ha habido tarifas de estudio a largo plazo por separado desde el semestre de verano de 2007. En cambio, las tasas regulares de matrícula aumentan de 100 a 300€. Por ejemplo, un estudiante (con un período estándar de estudio de nueve semestres) tuvo que Semestre 600€, desde el 16 Semestre 700€ y desde el 18 Semestre 800€, más las tarifas del semestre. Los semestres de vacaciones también se contaron.  
Las tasas de matrícula en Baja Sajonia fueron abolidas para WiSe 2014/15.  

### Universidad familiar

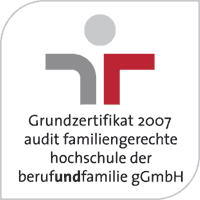
certificado

En marzo de 2007, el TU Clausthal recibió el certificado básico de "universidad familiar". Los acuerdos objetivo asociados se implementaron en cinco grupos de proyectos para 2010. En junio de 2013, la universidad fue reexaminada con éxito y, por lo tanto, fue certificada por otros tres años. TU Clausthal también ha sido parte de la Familia Charter en la universidad desde mayo de 2014 y, por lo tanto, se ha comprometido a continuar siendo amigable con la familia.  

## Enlaces web
- Sitio web oficial de la TU Clausthal
- GeoMuseo de la TU Clausthal
- Studentenwerk OstNiedersachen Archivado el 1 de julio de 2019 en Wayback Machine.
- Archivos de la Universidad Clausthal (base de datos Arcinsys)

## Citas
1. ↑  Der Präsident auf www.tu-clausthal.de (zuletzt abgerufen am 31. Juli 2019).
2. 1 2  «Die Universität in Zahlen 2018» (PDF; 1,2 MB). Consultado el 6 de noviembre de 2019.
3. ↑  Wirtschaftsingenieurwesen an der TU Clausthal im CHE-Ranking Archivado el 19 de febrero de 2015 en Wayback Machine., abgerufen am 11. Mai 2012.
4. ↑  Informatik und Chemie an der TU Clausthal im CHE-Ranking Archivado el 19 de febrero de 2015 en Wayback Machine., abgerufen am 11. Mai 2012.
5. 1 2  Jürgen Großmann, Vorstandsvorsitzender der RWE AG Archivado el 21 de mayo de 2012 en Wayback Machine., abgerufen am 11. Mai 2012.
6. 1 2  Albert Scheuer, Vorstand der HeidelbergCement AG Archivado el 3 de julio de 2013 en Wayback Machine., abgerufen am 11. Mai 2012.
7. ↑  Internationales Zentrum Clausthal, abgerufen am 11. Mai 2012.
8. ↑  Profildaten zur Internationalität von Hochschulen – Gemeinschaftsprojekt von DAAD, HRK und AvH Archivado el 12 de mayo de 2019 en Wayback Machine., abgerufen 12. Mai 2019.
9. ↑  Satzungen der Königlichen Bergakademie zu Clausthal vom 6. April 1908.
10. ↑  Diplomprüfungs-Ordnung der Königlichen Bergakademie zu Clausthal, 1903 GBV.
11. ↑  Satzungen der Bergakademie zu Clausthal vom 14. Mai 1919.
12. ↑  Vorläufige Verfassung der Bergakademie Clausthal. Vom 19. Februar 1952.
13. 1 2  Gesetz zur Errichtung der Niedersächsischen Technischen Hochschule (NTHG). Vom 15. Dezember 2008. Nds.GVBl. 2008,416.
14. ↑  Amtliche Begründung zu dem Gesetzentwurf, Nds. Landtag, Drucksache 16/410 vom 4. September 2008, S. 5 f.).
15. ↑  Vereinbarung zur Gründung des Consortium Tecchnicum“ vom 22. Mai 2002 – Datum des Senatsbeschlusses. In: Verwaltungshandbuch der TU Clausthal sowie Mitt.TUC 2001 S. 163).
16. ↑  DIE ZEIT – CHE Ranking 2012/2013 Archivado el 17 de abril de 2013 en Wayback Machine., abgerufen am 11. Mai 2012.
17. ↑  Allgemeines zum CHE Ranking, abgerufen am 11. Mai 2012.
18. ↑  Wirtschaftswoche: Kaderschmieden – Die Unis der Dax Chefs, abgerufen am 11. Mai 2012.
19. ↑  Junge Karriere – Das Karriereportal des Handelsblatts, abgerufen am 11. Mai 2012.
20. ↑  Technische Universität Clausthal, Hochschulstatistik 2010 Archivado el 3 de marzo de 2016 en Wayback Machine. (PDF; 1,5 MB), abgerufen am 11. Mai 2012.
21. ↑  DIE ZEIT – Von Kanton nach Clausthal, abgerufen am 11. Mai 2012
22. ↑  TAZ – Von Fernost in den Westharz, abgerufen am 11. Mai 2012
23. ↑  Wirtschaftswoche – Ansturm auf den Harz, Hochschulstatistik 2010 Archivado el 10 de enero de 2022 en Wayback Machine., abgerufen am 11. Mai 2012.
24. ↑  Interview mit Michael Hou, Chinabeauftragten der TU Clausthal, Hochschulstatistik 2010, abgerufen am 11. Mai 2012.
25. ↑  Uni Clausthal als Schmiede von Dax-Vorständen Archivado el 17 de junio de 2013 en Wayback Machine., abgerufen am 11. Mai 2012.
26. ↑  Handelsblatt – JOHANNES SITTARD, abgerufen am 11. Mai 2012.
27. ↑  Dr. Klaus-Dieter Rosenbach wird Technikvorstand der Jungheinrich AG, abgerufen am 11. Mai 2012.
28. ↑  Institut für Bergbau – Kooperationen Archivado el 15 de junio de 2020 en Wayback Machine., abgerufen am 11. Mai 2012.
29. ↑  Frankfurter Allgemeine – Stahlindustrie, abgerufen am 11. Mai 2012.
30. ↑  Studierendenstatistik. TU Clausthal, abgerufen am 21. Dezember 2017.
31. ↑  Georg Müller. Falta el |título= (ayuda)
32. ↑  Sinfonieorchester der TU Clausthal / Geschichte Abgerufen am 7. Februar 2016.
33. ↑  Musikgemeinde Osterode am Harz Abgerufen am 9. März 2016.
34. ↑  Braunschweiger Zeitung – Bergmannsrhapsodie von Steffen Brinkmann faszinierte Zuhörer. Abgerufen am 12. Februar 2016.
35. ↑  Herausforderungen glänzend gemeistert. Abgerufen am 6. Februar 2018.
36. ↑  Universitätschor Clausthal e.V. Aufgerufen am 8. Januar 2018.
37. ↑  Universitätschor Clausthal > Dirigent Archivado el 15 de junio de 2020 en Wayback Machine. Aufgerufen am 24. Januar 2019.
38. ↑  Bigband an der TU Clausthal e.V. Abgerufen am 8. Januar 2018.
39. ↑  Fraunhofer-Abteilung an der TU Clausthal eröffnet Archivado el 15 de mayo de 2011 en Wayback Machine. Abgerufen am 22. April 2009.

- Datos: Q447354
- Multimedia: Technische Universität Clausthal / Q447354